# Fedor von Bock
Fedor von Bock (Küstrin, Njemačka, 3. prosinca 1880. – Oldenburg, Njemačka, 4. svibnja 1945.) bio je njemački feldmaršal tijekom Drugog svjetskog rata. 
Pošto je bio vođa koji je učio vojnike odanosti prema njemačkoj domovini, dobio je nadimak "Der Sterber". Bock je bio zapovjednik Vojne grupe Sjever za vrijeme invazije na Poljsku 1939. godine, zatim zapovjednik Vojne grupe B tijekom invazije na Francusku (Fall Gelb) 1940. godine, i kasnije zapovjednik Vojne grupe Centar tijekom invazije na Sovjetski Savez (Operacija Barbarossa) 1941. godine, a pod njegovim zadnjim zapovjedništvom našla se Vojna grupa Jug, 1942. godine. Bock je najpoznatiji po tome što je zapovijedao operacijom Typhoon (Operacija Tajfun), operacijom kojom se planirala srušiti Moskva.